# Tierhetzen im Römischen Reich

Kolosseum in Rom

Im Römischen Reich waren Tierhetzen (venationes) neben den Gladiatorenkämpfen die große Attraktion der Unterhaltungskultur. Von den ersten überlieferten Hetzen im Jahr 186 v. Chr. wurden vor allem in der Hauptstadt bis ins 6. Jahrhundert hinein hunderttausende Tiere zur Unterhaltung der Massen getötet.

## Tiere und die Geschichte der Spiele

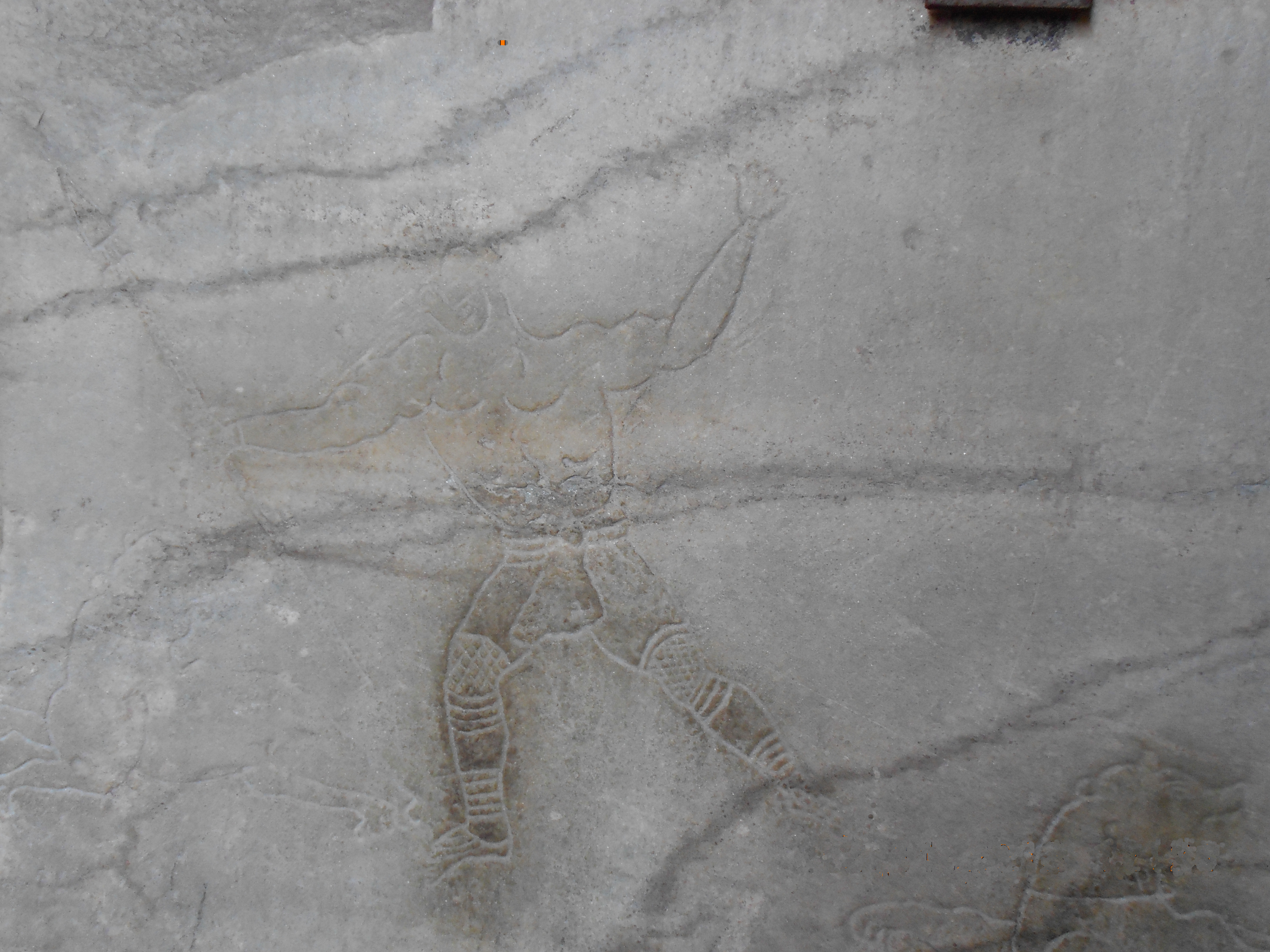
In Stein festgehaltene Tierkampfszene aus dem Kolosseum

Schon von Anfang an wurden zu den Hetzen vor allem möglichst exotische und fremde Tiere nach Rom gebracht; so traten schon bei den ersten überlieferten venationes Löwen (z. B. Berberlöwen) und Panther gegeneinander an, auch Tiger (z. B. Kaspische Tiger). Das Angebot für die enorm hohe Nachfrage wurde sowohl vom Staat als auch von freien Händlern bereitgestellt. Aus den entlegensten Winkeln des Reichs und darüber hinaus wurden vor allem aus Afrika, dem Nahen Osten und Indien die Tiere nach Rom geschafft. Mit der Zeit wurden die Hetzen immer größer und kostspieliger: Schon unter Sulla wurden 100 Löwen in die Arena gelassen, um dort von afrikanischen Bogenschützen getötet zu werden. Pompeius ließ innerhalb von fünf Tagen über 700 Tiere in die Arena treiben (unter ihnen Löwen, Tiger, Leoparden, aber auch Exoten wie Strauße und Antilopen).
In der Kaiserzeit erreichten diese Hetzen einen Höhepunkt: Schon Augustus ließ in seiner 41 Jahre währenden Herrschaft 3500 Tiere auftreten. Titus schickte zur Einweihungsfeier des Kolosseums 5000 Tiere und Domitian sowie später Commodus beteiligten sich selbst an den Tötungen. Den Gipfel erreichte Trajan, der im Jahr 106 zur Feier des Sieges über die Daker angeblich 11.000 Tiere in der Arena abschlachten ließ. Tierhetzen fanden dabei sowohl als Begleitprogramm von Gladiatorenkämpfen als auch unabhängig davon statt.

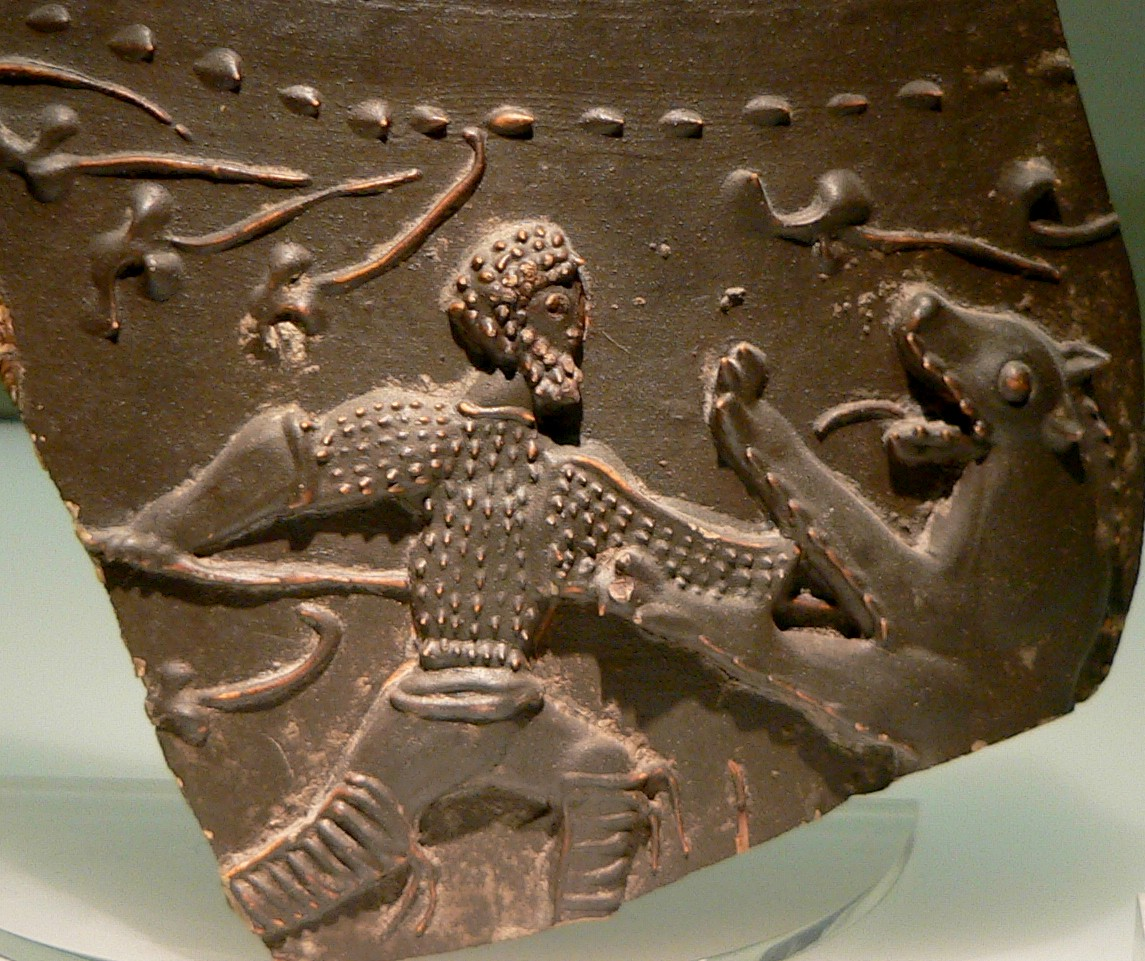
Kampf gegen einen Bären

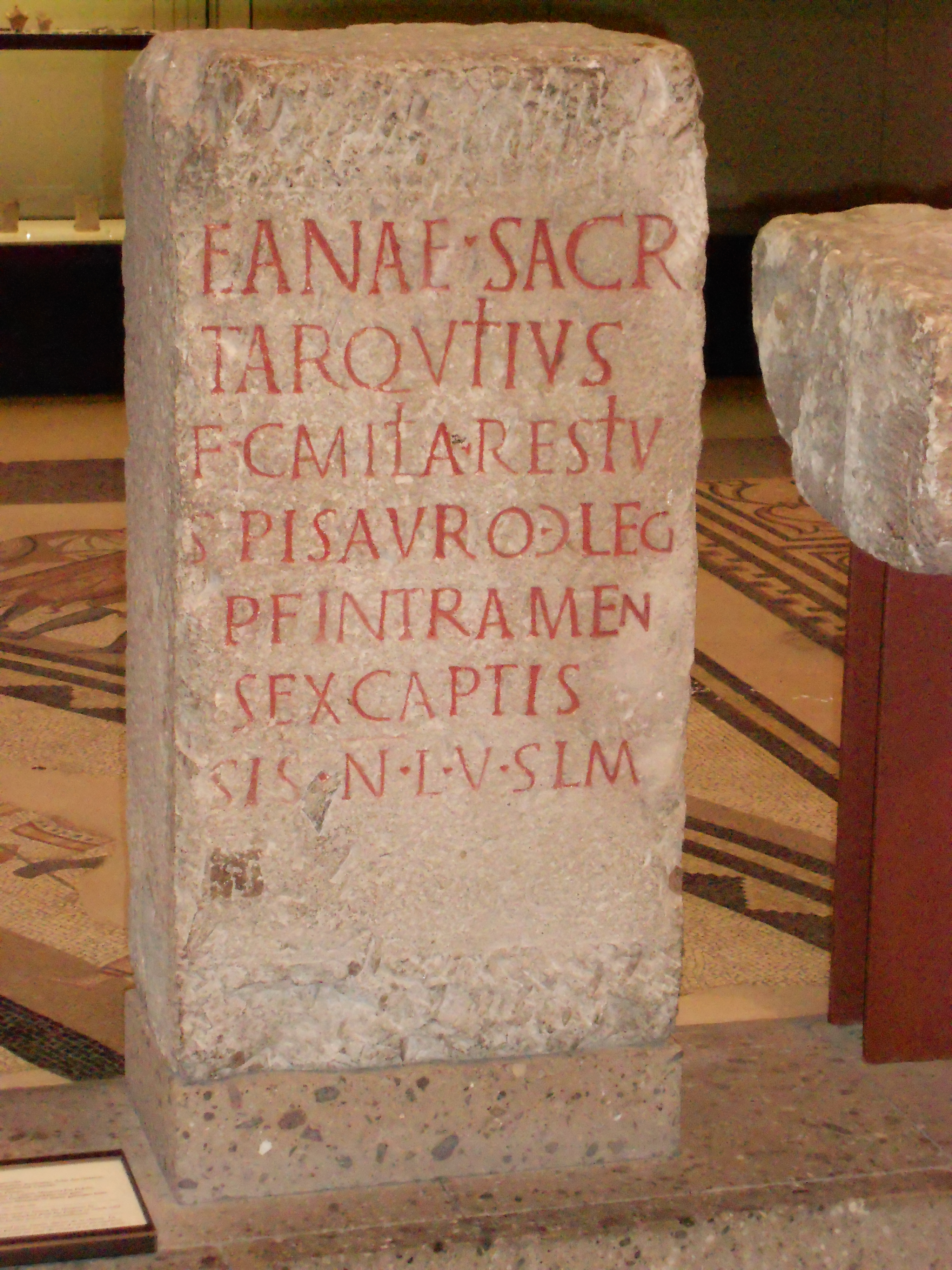
Votivgabe aus Germania inferior für den Jagderfolg, innerhalb von nur sechs Monaten 50 Bären zu fangen

Der Verbrauch an wilden Tieren war hoch und entsprechend teuer. Im Römisch-Germanischen Museum in Köln wird ein Votivstein gezeigt, mit dem sich der Centurio Quintus Tarquitius bei der Jagdgöttin Diana dafür bedankt, dass es ihm gelungen sei, innerhalb eines halben Jahres fünfzig Bären einzufangen.
Mit dem Aufkommen des Christentums verloren die Tierhetzen an Bedeutung. Zwar feierte Probus seinen Triumph noch 281 mit der Tötung von rund 600 Tieren; doch 325 erließ Konstantin der Große das erste Edikt gegen die Tierhetzen. Zwar zögerte die Politik lange, dieses und andere folgende Gesetze gegen den Widerstand des Volkes durchzusetzen – noch 404 wurde angeblich ein Mönch, der gegen die Abhaltung der Spiele protestierte, gesteinigt –, doch der Zusammenbruch des Weströmischen Reiches während der Völkerwanderung, die daraus folgende allgemeine wirtschaftliche Not und das mehr und mehr aufkommende Christentum ließen die Veranstaltung von Tierhetzen langsam zu einer Randerscheinung werden. Dennoch waren sie neben den Wagenrennen (ludi circenses) bis ins 6. Jahrhundert wichtige öffentliche Ereignisse, die vor allem der Selbstdarstellung der Herrschenden dienen sollten. In Rom selbst fand die letzte bekannte Tierhatz 523 unter Theoderich dem Großen statt, die letzten Wagenrennen sind dort für das Jahr 550 bezeugt.
Im weiterbestehenden Ostteil des Reiches kamen Tierhetzen und Gladiatorenkämpfe ebenfalls zunehmend aus der Mode, die Wagenrennen dagegen blieben bis weit in die mittelbyzantinische Zeit hinein sehr populär.

## Geschehen in der Arena
Die erste überlieferte Tierhetze fand 186 v. Chr. statt, als Marcus Fulvius Nobilior Tiere zu einer Triumphfeier aufeinanderhetzte. Diese Idee stammte aus dem alten Griechenland, wo diese Form der Unterhaltung bereits bekannt war. Der Unterhaltungscharakter steht aber gegenüber der politischen Bedeutung der Spiele hintan. Die patriarchalischen Gesellschaftsstrukturen führten zu einem regelrechten Wetteifer um die Gunst der niederen Bürger. So verschuldeten sich die Veranstalter, wie zum Beispiel die Magistrate, insbesondere seit dem 2. Jahrhundert teils in ruinöser Weise, um in der Popularität der Öffentlichkeit, die genau die Zahlungsbereitschaft der einzelnen Veranstalter unterschied, aufzusteigen. Durch die Beliebtheitssteigerung konnte der Magistrat in der Karriereleiter zum Beispiel zum Prätor oder sogar zum Konsul aufsteigen. Durch die dann zu erzielenden Mehreinnahmen erfolgte sozusagen die Refinanzierung.

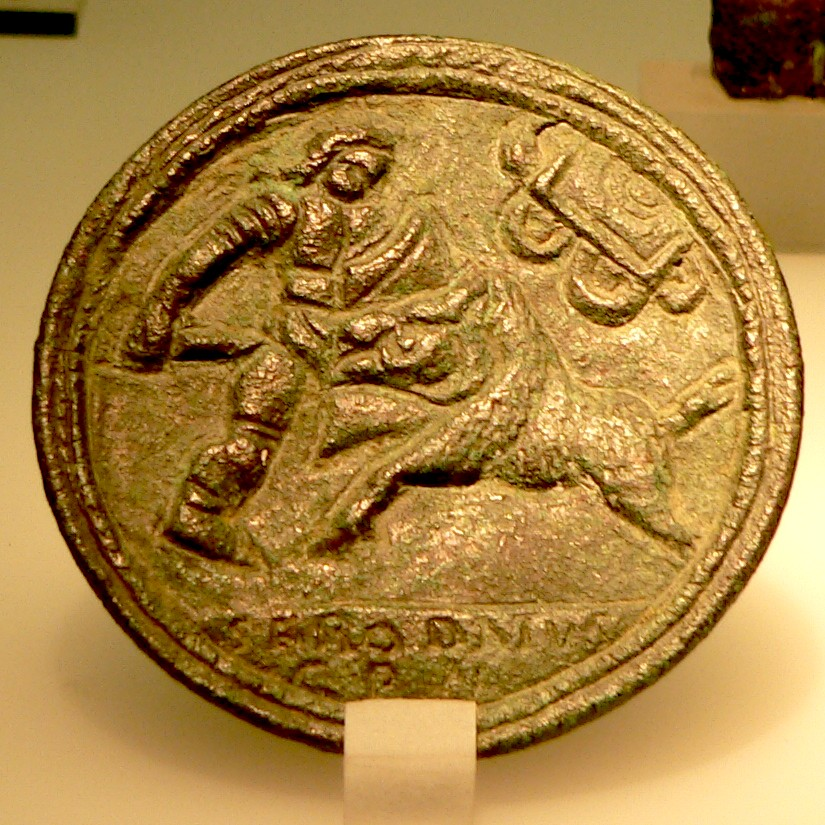
Kampf eines Gladiators gegen einen Keiler; Römisch-Germanisches Museum, Köln

Die Römer fanden daran Gefallen und ließen die Tierhetzen zunächst im Circus Maximus austragen, verlagerten sie aber später in Amphitheater wie das Kolosseum. Auch in zahlreichen kleineren Städten wurden derartige Spiele von lokalen Wohltätern (Euergeten) veranstaltet; in der Spätantike allerdings kam dies dann nur noch dem Kaiser und hohen staatlichen Würdenträgern zu, und die Veranstaltungen wurden nun nur noch in den größten und wichtigsten Orten abgehalten.
Die Vorstellungsarten waren mannigfaltig: Neben dem ursprünglichen Kampf Tier gegen Tier kamen zunächst Dompteurvorstellungen und Zurschaustellungen von in irgendeiner Weise besonderen Tieren (wie im heutigen Zirkus) ins Spiel. Charakteristisch war aber trotz allem eine „gerechte“ Ausstattung von Gegnern. So wurden die Kämpfer mit Waffen ausgestattet, die der gegnerischen Waffenausstattung gleichwertig in ihren Vor- und Nachteilen war.
Sueton berichtet, dass Gaius Iulius Caesar Tierhetzen veranstaltete, die fünf Tage andauerten und mit einem Gefecht beendet wurden, „in dem sich zwei Abteilungen von je fünfhundert Mann zu Fuß, zwanzig Elefanten und dreihundert Reitern gegenüberstanden …“
In der späten Republik und in der Kaiserzeit kamen dann auch organisierte Jagden auf; so ließ Nero etwa Elitekavalleristen gegen hunderte Bären und Löwen vorgehen. Zuletzt – und später immer beliebter – gab es noch die Hinrichtungsart Damnatio ad bestias, bei der die Verurteilten durch Tiere wie Löwen oder Elefanten getötet wurden.
Später wurden parallel zu den Gladiatorenspielen auch Kriegsgefangene in die Arenen und damit in den Tod geschickt. Allerdings gab es – wie bei den Gladiatoren – auch hier Freiwillige, die sich durch den Kampf mit wilden Tieren Prestigegewinn erhofften.